# Магнитная (гора)
Магнитная (устар. Атачи, баш. Әтәс) — гора на восточном склоне Южного Урала на левом (азиатском) берегу реки Урал. Административно находится в городе Магнитогорске Челябинской области.
Гора использовалась в качестве источника сырья (Магнитогорское месторождение бурого железняка). Сейчас большая часть горы срыта. Высота 616 м.

## История
В 1740 году старшина Кубелякской волости Ногайской дороги, тархан Баим Кидраев показал штейгеру Маркову и переводчику Роману Уразлину месторождение железной руды на горе Атач, на левом берегу реки Яик. Магнитной горе башкиры дали название Атач (баш. Әтәс), руду её использовали, видимо, уже давно. Проба дала превосходный результат: из 100 фунтов «магнитовых камней»-руды получили 75 фунтов железа. Впоследствии эта гора, названная Магнитной, стала знаменитой в годы советской власти.
Возле горы развилась казачья станица Магнитная, основанная в 1743 году как крепость — опорный пункт пограничной и оборонительной линии Оренбуржья. В годы советской власти построены крупный металлургический комбинат и город Магнитогорск.

## Орография
Гора Магнитная фактически представляет собой группу гор Атач, Дальняя, Узянка она же Магнитная, Ежовка, Берёзовая. Площадь примерно 25 км².
Расположена Магнитная в полосе осадочных (известняки, песчаники) и эффузивных толщ нижнекаменноугольного возраста, прорванных гранитами, диабазами и другими изверженными породами. На контакте осадочных и изверженных пород образовалось крупное месторождение магнитного железняка.

## Исследования
В 1747 году рудознатцы промышленника И. Б. Твердышева провели на горе Магнитной шурфовку, определив, достаточно ли руды для строительства поблизости железноделательного завода.
Первыми профессиональными исследователями Магнитной горы были Е. Гофман и Г. Гельмерсен (1828—1829)
В 1854—1855 годах инженеры А. И. Антипов и Н. Г. Меглицкий произвели на горе Магнитной съёмку. Составлена первая геологическая карта этой местности. Карта осталась в рукописном виде.
В 1875 году Магнитную гору исследовал геолог Г. А. Траутшольд. Итоги исследования опубликованы в немецком журнале в статье «Письма с Урала».
В 1884 году академик А. П. Карпинский на основании своих исследований, а также наблюдений горных инженеров А. А. Леша, Ф. Ю. Гебауера, Ф. П. Брусницына и других, составил и издал «Географическую карту восточного склона Урала», куда вошла гора Магнитная. Она дает более полное представление о геологических особенностях горы Магнитной и её окрестностей.
В 1895 году побывал профессор А. А. Штукенберг, автор труда «Геологические исследования в Южном Урале» («Известия Геологического комитета», т. 15). Он писал, что Магнитная «представляет замечательное месторождение магнитного железняка…».
В 1899 году по заданию Министерства финансов Урал обследовала правительственная комиссия под руководством профессора Д. И. Менделеева, который из-за болезни приехать на Магнитную гору не смог. На Магнитной горе побывал профессор П. А. Земятченский, члены ученой комиссии К. Н. Егоров, С. П. Вуколов. Они написали статьи о Магнитной горе, опубликованные в сборнике «Уральская железная промышленность в 1899 году», под редакцией Д. И. Менделеева. Он же предложил несколько направлений строительства железной дороги от Магнитной вдоль Урала, к центру России и Сибири. Член менделеевской комиссии профессор минералогии П. А. Замятченский произвел расчеты, по которым даже минимально предполагаемые запасы руд в Магнитной составляют 1 млрд пудов. Эта была первая попытка «взвесить» гору.
В 1900 году геолог И. А. Морозевич вместе с горным инженером и топографом Н. Г. Михеевым исследовали гору Магнитную, определили запасы руды, её происхождение, примеси и т. д. Работа Морозевича «Гора Магнитная и её ближайшие окрестности» издана в 1901 году (Труды Геологического комитета, т. 18). Подводя итоги обследования, И. Морозевич писал: «Вероятный минимум рудного богатства горы Магнитной выражается круглым числом трех миллиардов пудов». Точная цифра 3,146 млрд пудов.
В 1901—1902 годах Гору Магнитную и окрестности исследовали топографы капитан Росляков и поручик Н. Г. Михеев, геолог Д. В. Николаев.
В 1912 году после закладки первых 11 скважин и новых исследований, профессор А. Н. Заварицкий выявляет на горе Магнитной 87 миллионов тонн высококачественной руды.
В 1914 году Магнитную гору исследует инженер К. Трушков. Обширный материал о Магнитной опубликован в 5-м томе книги «Россия. Полное географическое описание нашего отечества».
В 1917—1918 годах профессора В. И. Бауман и И. М. Бахурин провели магнитометрическую съёмку месторождения, что позволило пересмотреть запасы руд горы Магнитной в сторону увеличения до 6—7 и даже 10 млрд пудов.

## Добыча железной руды
До 30-х гг. XVIII века добыча железа с горы Магнитная осуществлялась башкирами:

«…До последнего большого мятежа, Башкирцы весьма простым способом добывали из этой горы железо, и в особенности отличную сталь; но при начале мятежа, в 1735 году, разработка им воспрещена…»— Атачи // Энциклопедический Лексиконъ. Т.3. Ара—Афо. С.-Пб., 1835. С.383.
24 декабря 1747 года в Оренбургской губернской канцелярии объявлено заводчиком И. Б. Твердышевым об отыскании им рудников «близ реки Яика по примеру расстоянием от оной в восьми верстах, так же и от устья речки Верхнего Кизилу в восьми верстах в горе, именуемой Атачи в трех местах».
Иван Борисович Твердышев со своим зятем и компаньоном Иваном Семёновичым Мясниковым, опираясь на положения Берг-коллегии 1719-1734 годов и пользуясь тем, что гора Магнитная не записана в чью-либо собственность, стали первыми официальными заявителями на рудные запасы Магнитной горы. Их «нижайшее прошение» чтобы рудное место закрепили за ними «на вечные времена».
27 октября 1752 года Оренбургская губернская канцелярия выдала документ, согласно которому Твердышев и Мясников имели право разрабатывать руду и строить заводы на реках Авзян и Тирлянка. Сюда, на будущий Белорецкий металлургический завод, везлась руда с Магнитной горы.
30 ноября 1753 года по распоряжению Оренбургского губернатора И. И. Неплюева, кондуктор (унтер-офицер) инженерного корпуса Федор Менц отвел три места на горе Атач Твердышеву. Геодезистами Оренбургской губернии под руководством прапорщика И. Д. Красильникова составлена географическая карта губернии, на которой нанесена крепость Магнитная.
В 1759 году первый завоз руды с Магнитной для Белорецкого завода, построенного на реке Тирлянке. Летом руду собирали на поверхности и складывали в кучи, вывозили её зимой, санным путём через Верхнеяицкую крепость (ныне г. Верхнеуральск).

## Память
15 мая 1971 года, в ознаменование 40-летия со дня добычи из Магнитогорского рудника первой тонны руды (450 млн тонн), на вершине горы Магнитной (Узянки) открыт монумент «40-летию рудника». Это памятник-реалий. Ковш экскаватора с глыбой магнитогорской руды установлен на высоком прямоугольном постаменте, который сварен из листового железа. На лицевой стороне постамента была укреплена мемориальная плита, сейчас её нет. С обратной стороны надпись: 40 лет 1971 г. С лицевой стороны, у основания памятника расположены две глыбы железной руды.